# Kőris
A kőris (Fraxinus) az ajakosvirágúak (Lamiales) rendjébe, az olajfafélék (Oleaceae) családjába tartozó növénynemzetség mintegy 70 fajjal. A kőris közepesen nagyra növő fa, amelynek különböző fajai túlnyomórészt lombhullatóak, ám néhány faja, mely a szubtrópusi éghajlati övezetben honos, örökzöld növénynek számít. A kőris széles körben elterjedt növénynemzetség Európa, Ázsia és Észak-Amerika nagy részén.
Egymással szemben álló levelei és szárnyas magvai vannak. A Fraxinus nemzetségbe tartozó legtöbb kőris kétlaki növény, amelyeknél külön porzó és külön termő egyedek vannak. A kőrisfák komoly problémát okozhatnak jelentős mennyiségű termésük miatt a városi környezetben.

## Elterjedése, élőhelye
A holarktikus nemzetség egyes fajai az Óvilág, mások Észak-Amerika mérsékelt égövi részein élnek; a fajok hagyományos csoportosítása leginkább ennek megfelelő, elterjedés szerinti.
A fajok többsége Kelet-Ázsiában és Észak-Amerikában él; Európában mindössze négy:
- keskenylevelű kőris (Fraxinus angustifolia); ennek alfaja a magyar kőris (pannon kőris, Fraxinus angustifolia ssp. pannonica)
- magas kőris (Fraxinus excelsior)
- virágos kőris (Fraxinus ornus)
- Fraxinus pallisiae

Közülük Magyarországon három faj vagy alfaj őshonos:
- magas kőris,
- magyar kőris (pannon kőris),
- virágos kőris (mannakőris).

Az őshonos fajok mellé főleg a síksági kemény- és/vagy puhafás ártéri erdőkbe, valamint a sziki tölgyesekbe nagy területen amerikai kőrist telepítettek elegyfaként. Magyarország erdeiben 1997-ben a négy kőrisfaj együttes részaránya 2,4%, azaz 39 ezer hektár volt. Európa egyéb részein még egy, Amerikából áthozott kőrisfajt (fehér kőris – Fraxinus americana) telepítenek és telepítettek (1724 óta) – e faj kivadulásáról nem tudunk.

## Rendszertani felosztása
Észak-Amerika keleti része
- fehér kőris (Fraxinus americana)
- Fraxinus caroliniana
- fekete kőris (Fraxinus nigra)

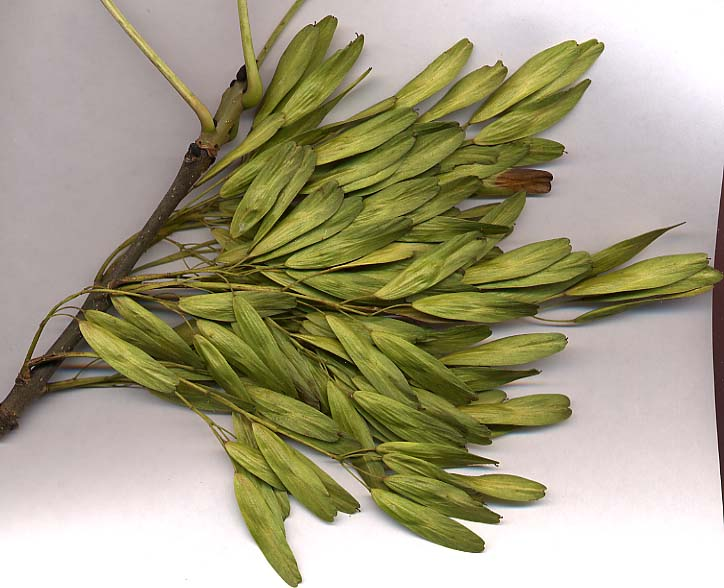
Magas kőris termése

- amerikai kőris (vörös kőris, Fraxinus pennsylvanica)
- Fraxinus profunda (syn. F. tomentosa)
- kék kőris (Fraxinus quadrangulata)
- Fraxinus tremillium

Észak-Amerika déli és délnyugati része
- Fraxinus anomala
- Fraxinus cuspidata
- Fraxinus dipetala
- Fraxinus dubia
- Fraxinus gooddingii
- Fraxinus greggii
- oregoni kőris (Fraxinus latifolia)
- Fraxinus lowellii
- Fraxinus papillosa
- Fraxinus purpusii
- Fraxinus rufescens
- Fraxinus texensis
- Fraxinus uhdei
- Fraxinus velutina

Nyugat-palearktikus fajok (Európa, Észak-Afrika és Délnyugat-Ázsia)
- keskenylevelű kőris (Fraxinus angustifolia)
  - Fraxinus angustifolia var. oxycarpa (syn. F. oxycarpa)
  - magyar kőris (Fraxinus angustifolia var. pannonica)
- magas kőris (Fraxinus excelsior)
- Fraxinus holotricha
- virágos kőris (Fraxinus ornus)
- Fraxinus pallisiae

Kelet-palearktikus fajok (Közép- és Kelet-Ázsia)
- Fraxinus apertisquamifera
- Fraxinus baroniana
- Fraxinus bungeana
- Fraxinus chinensis
- Fraxinus chiisanensis
- Fraxinus floribunda
- Fraxinus griffithii
- Fraxinus hubeiensis
- Fraxinus japonica
- Fraxinus lanuginosa
- Fraxinus longicuspis
- Fraxinus malacophylla
- Fraxinus mandschurica
- Fraxinus mariesii
- Fraxinus micrantha
- Fraxinus paxiana
- Fraxinus platypoda
- Fraxinus raibocarpa
- Fraxinus sieboldiana
- Fraxinus spaethiana
- Fraxinus trifoliata
- Fraxinus xanthoxyloides

## Megjelenése, felépítése
A fajok többsége közepes–nagy termetű fa. Általában lombhullatók, bár néhány szubtrópusi faj örökzöld.
Szárnyasan összetett leveleiben a levélkék leggyakrabban keresztben átellenesen állnak, de a hármas álörvös állás is megfigyelhető. A csúcson növő levélke alakja rendszerint némileg különbözik a párosan átellenben állókétól.
Virágai változatosak, termése azonban egységesen repítőkészülékes lependék.

## Életmódja, termőhelye
Se a két fajsor tagjai, se az ó-, illetve újvilági fajok nem hibridizálódnak egymással, az egyes fajsorok azonos kontinensen élő fajai viszont igen.

## Felhasználása
A kőrisek anyaga igen erős, de rugalmas keményfa. Íjak, eszközök fogantyúi, minőségi baseballütők készítésére használják. Elektromos gitárok testét és snookerdákókat is készítenek belőle. A kőrisfa sűrűsége élőnedves állapotban 0,9 g/cm³, légszáraz állapotban 0,75 g/cm³, míg mesterségesen szárítva 0,62 g/cm³. A kőris a közepesen nehéz fák közé tartozik. A nyolc fokozatból álló Nördlinger-skálán – a kőkemény fokozattól az igen lágy fokozatig – az ötödik, a meglehetősen kemény fokozatba tartozik a kőris, mint faanyag. Hasadékonyság szempontjából a kőris nehezen hasad. A hasadékonysági skála – a rendkívül nehezen hasad fokozattól a rendkívül könnyen hasad fokozatig – nyolc elemből áll, melyen a kőris a harmadik fokon áll. A szintén nyolc fokozatú aszási skálán a kőris a mérsékelten aszik össze fokozatot kapta. A hat fokozatú rugalmassági skálán a kőris meglehetősen rugalmas faanyagok közé tartozik. A mindig szárazon lévő kőrisfa tartóssága 500 év is lehet, míg szabad levegőn, de födém alatt 30-tól 95 év, szabadban elhelyezve, a légköri viszonyoknak kitéve 15–40 évig tartós a kőris. Levegőtől elzárva, nedves helyen a kőris tartóssága 7 év. Fűtés szempontjából a kőris közepes melegfejlesztő-képességgel bír.